# ريتش كينغ
ريتش كينغ (بالإنجليزية: Rich King)‏ هو كاتب أمريكي، ولد في 1947.